# ポーランド国鉄EN57形電車

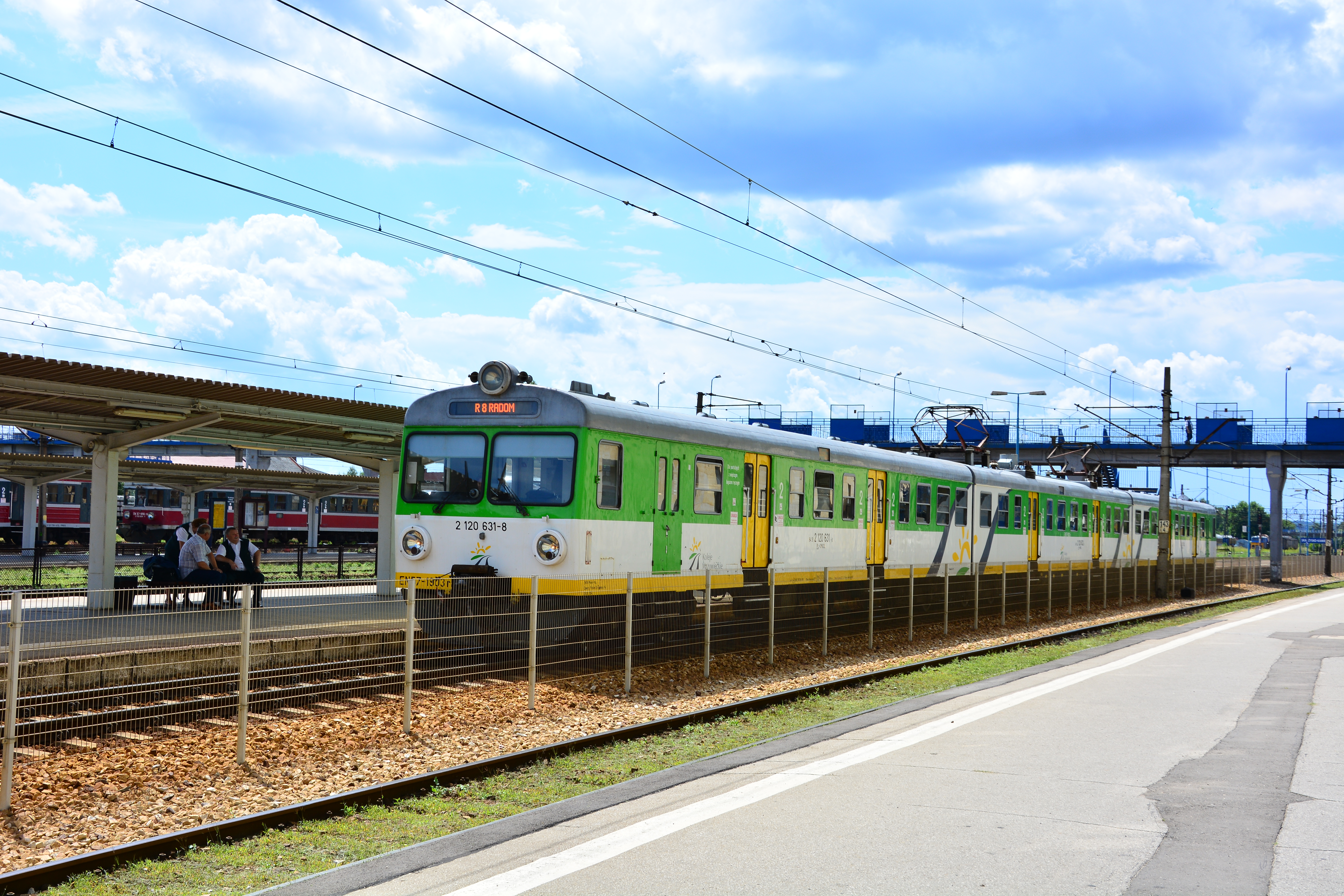
EN57-1903

EN57形はポーランドの鉄道事業者であるPKP (旧ポーランド国鉄) の低床プラットフォーム対応の電車である。近郊および長距離の列車用に作られた。現在はPKPから分社化された地域交通社、グダニスク近郊の快速都市鉄道社、マゾフシェ県鉄道社の3社で使われている。

## 概要
地域交通向けのEN57形は、EW55形を元に設計された、EW55形はポーランドで作られた最初の編成ものの電車であった。EN57形はヴロツワフにあるPafawag社で製作された。1962年から製作され、製造が終わった1993年までに1412編成が生産され、大部分がいまだ運用中である。初期の第1編成から第130編成には1等客室が設けられていた。欠番のあとに続く第601編成からは2等車のみとなった。第1114編成からは車体側面のリブが省略された。第1825編成までは前面3枚窓である。欠番をへて第1900編成から第1953編成までは運転室が拡大され、EW58形に似た2枚窓の前面デザインをもつ。また、このグループからはデッキと客室の間のドアがなくなり、仕切りの壁もガラス製に変更された。

## 技術的仕様
3両1編成で構成され、両端が制御付随車、中間が電動車である。中間車は出力145kWまたは175kWの主電動機を4基備える。制御付随車のうち、ra車には空気圧縮機が、rb車には蓄電池が取り付けられている。ドアは各車側面に両開きの自動引き戸が2組ずつある。各車の客室はデッキで仕切られた3つの部分からなるが、制御付随車の客室は2つずつで、あとの1つずつは荷物スペースとして考慮されていた。便所は各車にあったが、中間車のものは、周囲の電気系統からの出火が相次いだことから撤去された。EN57形は、シャルフェンベルク式連結器により2編成または3編成を連結した、総括制御が可能である。2等車のみの場合、編成あたりの座席定員は212名である。

## 近代化改造
本来の制御方式は抵抗制御であるが、チョッパ制御 (EN57KM) に改造したものも存在する。2006年からは欧州連合の資金協力により車両の近代化更新が始まり、第2001編成以降に改番された。リクライニングシートや、客室への防犯用ビデオカメラが設けられたほか、移動制約者用に、便所への警報や、一部ドアへの車椅子リフトも設置された。

2008年には主電動機が1基250kWの誘導電動機に換装されたもの (EN57AKM) も登場した。

## 主要諸元
- 編成全長 : 64970mm
- 編成当たり運転整備重量 : 123t
- 車輪直径 : 940mmまたは1000mm
- 架線電圧 : 直流3000V
- 最高速度 : 110km/h (EN57AKMは120km/h)
- 起動加速度 : 0.5m/s2 (EN57AKMは1.0m/s2)

## 輸出
1964年には当時のユーゴスラビアに輸出され、現在でも数編成かはクロアチアとスロベニアで運行されている。

## 参考
- ポーランドの電車の技術的データ （ポーランド語） (2007年6月8日にアクセス) [リンク切れ]